# Guetádar
Guetádar (Getadar en euskera) es un despoblado español del municipio de Ezprogui, perteneciente a la Comunidad Foral de Navarra.

## Historia
Hacia mediados del siglo XIX, el lugar, que por entonces formaba ayuntamiento con Sabaiza, Moriones y Ezprogui, tenía contabilizada una población de 32 habitantes. Aparece descrito en el noveno volumen del Diccionario geográfico-estadístico-histórico de España y sus posesiones de Ultramar de Pascual Madoz con las siguientes palabras:

GUETADAR: l. del valle de Aibar, en la prov. y c. g. de Navarra, aud. terr. y dióc. de Pamplona (6 leg.), part. jud. de Aoiz (6): nombre un regidor con Arteta, Julio y Usumbels, y forma ayunt. con Sabaiza, Moriones y Ezprogui. sit. al S. y en la cima de una pequeña altura en el barranco llamado Vizcáya: clima templado, combatido de los vientos N. y NO., y se padecen catarros y afecciones pulmonares. Tiene 7 casas que forman una plaza y una calle; escuela de primera educacion frecuentada por 8 alumnos y dotada con 38 pesos, y muchas fuentes de aguas saludables: la igl. (San Vicente Ferrer) servida por un abad, tiene por anejos los l. de Julio y Usumbel. Confina el térm. por N. con Sabaiza y Uzqueta; E. Loya; S. Arteta, y O. Julio y Olleta. El terreno es estéril; le rodea por N. un arroyo llamado Usumbel, que nace en el térm. de Sabaiza. Los caminos son rurales, en mal estado. El correo se recibe de Sangüesa, por balijero, los lunes, miércoles y sábados, y se despacha los martes, jueves y domingos. prod.: trigo, cebada, avena y algunas legumbres y hortalizas: cria de ganado vacuno: caza de perdices y liebres. pobl.: 7 vec., 32 alm. contr. con el valle. (V.)
(Madoz, 1847, p. 72)